# Ian Pocock
Ian Pocock – brytyjski inżynier.

## Życiorys
Ian Pocock studiował inżynierię mechaniczną oraz ukończył studia doktoranckie w The Cranfield Institute of Technology. Rozwijał potencjał aktywnego układu zawieszenia dla Jaguar Cars. W Cranfield był konsultanckim inżynierem zespołu Benetton. Po otrzymaniu doktoratu w 1990 roku został zatrudniony w Reynard Motorsport, aby pracować jako inżynier rozwoju nad planowanym projektem w Formule 1. W 1991 roku pracował jako inżynier rozwoju w Ligierze. W kolejnym roku został zatrudniony w Ferrari Design & Development, gdzie pracował do 1995 roku, kiedy został przeniesiony do Maranello aby zostać szefem badań podwozia i jego rozwoju. W 1999 roku przeniósł się do Honda Racing Developments, gdzie został szefem nauki pojazdu. Projekt ten został anulowany po śmierci Harveya Postlethwaite’a. Przeniósł się do Pi Research, a w sierpniu 2001 roku został dyrektorem inżynierii.
W 2003 roku został dyrektorem inżynierii w Jaguarze, ale odszedł na początku 2005 roku, po tym jak zespół został przejęty przez Red Bulla.